# Diaea implicata
Diaea implicata är en spindelart som beskrevs av Jean-François Jézéquel 1966. Diaea implicata ingår i släktet Diaea och familjen krabbspindlar.
Artens utbredningsområde är Elfenbenskusten. Inga underarter finns listade i Catalogue of Life.